# AEC (automerk)
AEC (American Electric Car) kwam voort uit een fusie van Argo, Broc en Borland in 1916. Op dat moment was het eigenlijk al gedaan met de elektrische auto in de VS en in 1919 sloot het bedrijf zijn poorten. 